# Antonius Ariantho
Antonius Budi Ariantho (3 ottobre 1973) è un ex giocatore di badminton indonesiano.

## Palmarès
Olimpiadi
- 1 medaglia:
  - 1 bronzo (Atlanta 1996 nel doppio)